# Halterofilismo nos Jogos Olímpicos de Verão da Juventude de 2014 - Até 77 kg masculino
As provas de halterofilismo na categoria até 77 kg para rapazes nos Jogos Olímpicos de Verão da Juventude de 2014 decorreram a 21 de agosto de 2014 no Centro Internacional de Exposições de Nanquim, na China. O arménio Hakob Mkrtchyan foi campeão, seguido pelo medalhista de prata Venkat Ragala, da Índia, enquanto o cazaque Zhaslan Kaliyev conquistou o bronze.

## Medalhistas
| Ouro   | ARM Hakob Mkrtchyan |
| Prata  | IND Venkat Ragala   |
| Bronze | KAZ Zhaslan Kaliyev |

## Resultados
| Pos.              | Nome                    | Peso corporal | Arranque (kg) | Arranque (kg) | Arranque (kg) | Arranque (kg) | Arremesso (kg) | Arremesso (kg) | Arremesso (kg) | Arremesso (kg) | Total (kg) |
| Pos.              | Nome                    | Peso corporal | 1             | 2             | 3             | Res.          | 1              | 2              | 3              | Res.           | Total (kg) |
| ----------------- | ----------------------- | ------------- | ------------- | ------------- | ------------- | ------------- | -------------- | -------------- | -------------- | -------------- | ---------- |
| Medalha de ouro   | ARM Hakob Mkrtchyan     | 76,40         | 137           | 142           | 142           | 142           | 172            | 177            | 177            | 177            | 319        |
| Medalha de prata  | IND Ragala Venkat Rahul | 76,47         | 135           | 139           | 141           | 141           | 170            | 175            | 179            | 175            | 316        |
| Medalha de bronze | KAZ Zhaslan Kaliyev     | 75,78         | 130           | 135           | 139           | 139           | 160            | 165            | 171            | 171            | 310        |
| 4                 | EGY Ahmed El-Sayed      | 76,18         | 135           | 135           | 138           | 135           | 171            | 176            | 176            | 171            | 306        |
| 5                 | TUR Sadrettin Gedik     | 75,56         | 132           | 132           | 135           | 135           | 160            | 170            | 170            | 160            | 295        |
| 6                 | KGZ Kursant Tolonov     | 76,36         | 125           | 130           | 130           | 125           | 150            | 155            | 160            | 155            | 280        |
| 7                 | KSA Sami Al-Othman      | 70,84         | 104           | 108           | 111           | 111           | 125            | 130            | 137            | 130            | 241        |
| 8                 | PAK Abdur Rehman        | 76,52         | 100           | 104           | 106           | 106           | 131            | 133            | 133            | 133            | 239        |
| 9                 | MAR Hicham Moum         | 76,41         | 95            | 102           | 106           | 106           | 124            | 127            | 131            | 131            | 237        |
| 10                | TGA Douglas Manzo       | 76,01         | 85            | 89            | 93            | 89            | 103            | 108            | 112            | 112            | 201        |